# Colin Archer
Colin Archer (Larvik, 22 luglio 1832 – Larvik, 8 febbraio 1921) è stato un ingegnere navale norvegese.
È stato uno dei più importanti architetti navali, progettisti di yacht e navi. La sua nave più famosa è la Fram usata nelle spedizioni polari da Fridtjof Nansen e Roald Amundsen.

## Biografia
Nato nel 1832 da genitori scozzesi trasferitisi in Norvegia, viveva a Tollerodden, presso Larvik. Da giovane, Archer visse anche per diversi anni in Australia. Nel 1861, tornò in Norvegia, dove si fece un nome come progettista di navi e costruttore di barche. Le sue navi erano caratterizzate da una speciale stabilità e navigabilità. Con la Fram, gli esploratori norvegesi Nansen, Sverdrup e Amundsen esplorarono l'Artico e l'Antartico.
Nel 1886 costruì la nave baleniera a 3 alberi Pollux che fu acquistata nel 1897 da Carsten Borchgrevink e allestita per spedizioni polari; ribattezzata Southern Cross, salpò per l'Antartide dove Borchgrevink fu il primo uomo a calpestare il continente (spedizione antartica britannica 1898–1900). Le informazioni di questa spedizione furono in seguito usate da Roald Amundsen per la sua spedizione al polo sud.
Nel 1898 l'esploratore italiano principe Luigi Amedeo di Savoia-Aosta acquistò per la sua spedizione polare la baleniera Jason, la ribattezzò Stella Polare e la portò al cantiere di Colin Archer dove fu trasformata in goletta e fortemente rafforzata. Amedeo partì nel giugno del 1899; la Stella Polare rimase incagliata nel ghiaccio ma sopravvisse grazie al lavoro di Archer. Nel 1899, Archer fece lo stesso lavoro sulla Zarja per la spedizione polare russa del 1900-1902. La nave fu rinforzata con telai e travi interne e trasformata in goletta. 
Quando Archer morì, il 3 febbraio 1921, aveva 89 anni. Aveva costruito oltre 200 navi, 70 yacht, 60 barche pilota, 14 cutter di salvataggio e 72 altre navi.

## Luoghi che portano il suo nome
- Penisola Colin Archer, sull'isola di Devon (76°16′06″N 89°55′12″W).
- Archer Peak, sull'isola antartica di Possession Island.
- Una montagna nella parte nord-occidentale dello Spitsbergen (79°40′N 11°20′E).
- Baia Colin Archer (бухта Колина Арчера), (76°08′N 95°04′E).
- Capo Colin Archer, nella baia del St George Fjord, nel nord-ovest della Groenlandia.[2]

La regata Colin Archer Memorial Race è dedicata in suo onore. Si tiene ogni due anni, lascia Lauwersoog nei Paesi Bassi e finisce vicino a Larvik in Norvegia. La distanza di navigazione è di circa 365 miglia nautiche (676 km) che, in base alle condizioni meteorologiche e al tipo di imbarcazione, richiede dai tre ai cinque giorni di viaggio.